# Amata basirufa
Amata basirufa är en fjärilsart som beskrevs av Swinhoe 1892. Amata basirufa ingår i släktet Amata och familjen björnspinnare. Inga underarter finns listade i Catalogue of Life.